# Pitcairnia sulphurea
Pitcairnia sulphurea är en gräsväxtart som beskrevs av Henry Charles Andrews. Pitcairnia sulphurea ingår i släktet Pitcairnia och familjen Bromeliaceae. Inga underarter finns listade i Catalogue of Life.